# 1981 في المجر
فيما يلي قوائم الأحداث التي وقعت خلال عام 1981 في المجر.

## أفلام
من الأفلام التي صدرت هذه السنة في المجر:
- 1 يناير – ميفيستو من إخراج استفان زابو.

## مواليد

### يناير
- 5 يناير – دانيال بادي لاعب كرة يد مجري.

### مارس
- 3 مارس – لازلو ناجي لاعب كرة يد مجري.
- 15 مارس – تاماش هاينال لاعب كرة قدم مجري.

### أبريل
- 6 أبريل – سوفيا جوباكسي لاعبة كرة مضرب مجرية.
- 18 أبريل – أتيلا مولر ممثل مجري.

### مايو
- 3 مايو – غيرغيلي هارساني لاعب كرة يد مجري.
- 10 مايو – بيتر أكس لاعب شطرنج مجري.
- 28 مايو – غابور تالماتشي
- 28 مايو – ميليندا باستروفيكس لاعبة كرة يد مجرية.

### نوفمبر
- 4 نوفمبر – إيبوليا ملمان لاعبة كرة يد مجرية.

## وفيات

### يناير
- 29 يناير – لايوس كوراني (مواليد 1907) لاعب كرة قدم مجري.

### مارس
- 1 يوليو – مارسيل بروير (مواليد 1902)

### مايو
- 31 مايو – جيولا لورانت (مواليد 1923) لاعب كرة قدم مجري.

### يوليو
- 1 يوليو – مارسيل بروير (مواليد 1902)
- 31 يوليو – لازلو رافينسكي (مواليد 1905) لاعب كرة قدم روماني.

### أغسطس
- 28 أغسطس – بيلا غوتمان (مواليد 1899)

### أكتوبر
- 7 أكتوبر – جورج فاجدا (مواليد 1908)